# Prefiero la injusticia al desorden
Prefiero la injusticia al desorden es la forma en que suele ser citada la frase de Goethe que originalmente es Ich will lieber eine Ungerechtigkeit begehen als Unordnung ertragen, y cuya  traducción literal es "prefiero cometer una injusticia antes que soportar el desorden".
El intelectual alemán justificó con ese argumento su intervención en favor de un saqueador e incendiario francés al que la muchedumbre indignada pretendía linchar tras el sitio de Maguncia (1793, en el contexto de la primera de las guerras revolucionarias francesas).
La cita de esta frase por autores posteriores ha sido muy recurrente, hasta convertirse en un verdadero tópico literario.
Su utilización no es unívoca: sirve tanto para manifestar el elitismo del pensamiento ilustrado y su temor o falta de compromiso hacia las transformaciones sociales y políticas de la era de las revoluciones (que llevó en la práctica a soluciones lampedusianas -si queremos que todo siga como está, es necesario que todo cambie-); como para, desde una perspectiva opuesta, ejemplificar el oportunismo revolucionario de los jacobinos (perezca la Ley, para que la República se salve).
Su construcción guarda cierta correspondencia con la de un famoso tema ético de la filosofía griega (Sócrates -citado en Critón-, Platón -que desarrolla sus propias ideas en Gorgias- y Demócrito, probablemente precedidos por la escuela pitagórica): ¿Es mejor soportar una injusticia o cometerla?